# Mjadzelská jezera
Mjadzelská jezera (bělorusky Мядзельскія азёры) nebo Mjadzelská skupina jezera (bělorusky bělorusky Мядзельская група азёр) je skupina jezer, která se nacházejí v Mjadzelském rajónu Minské oblasti Běloruska. 
Jezera mají dohromady rozlohu asi 20 km², z toho 16,2 km² zabírá to největší, jezero Mjazdel, ostatní nepřesahují 1 km². Jezera jsou propojena malými kanály, které náleží do povodí řeky Mjadzelky. Jezero Rudakovo je bezodtoké. Břehy malých jezer jsou silně zarostlé rákosem a skřípinou. U jezera Mjadzel a v blízkosti několika malých jezer se nacházejí rekreační oblasti a turistické trasy. Mjadzelská skupina jezer leží na území Naračanského národního parku.

## Jezera
|  | Mjazdel       |
|  | Mjastra       |
|  | Kužmičy       |
|  | Voŭčyn        |
|  | Lotviny       |
|  | Rasochi       |
|  | Chodasy       |
|  | Kňahininskaje |
|  | Čartok        |